# Císařovna Fang
Císařovna Fang (čínsky v českém přepisu Fang chuang-chou, pchin-jinem Fāng huánghòu, znaky 方皇后; 1516–1547), zkrácené posmrtné jméno císařovna Siao-lie (čínsky v českém přepisu Siao-lie chuang-chou, pchin-jinem Xiàoliè huánghòu, znaky 孝烈皇后), příjmení Fang (čínsky pchin-jinem Fāng, znaky 方), byla v letech 1534–1547 mingská císařovna, manželka Ťia-ťinga, císaře čínské říše Ming.

## Život
Ťia-ťing, císař čínské říše Ming vládnoucí v letech 1521–1567, měl postupně tři manželky s hodností císařovny. První, císařovna Čchen, zemřela roku 1528. Její nástupkyni, císařovnu Čang, panovník sesadil roku 1534. Třetí, paní Fang, pocházela z jihu, z okolí Nankingu. Do paláce přišla jako jedna z konkubín (pchin, 嬪) roku 1531; Dne 28. ledna 1534, devět dní po sesazení paní Čang, se stala císařovnou. Ťia-ťing si ji údajně vybral, protože sdílela jeho názory na obřady.
Roku 1542 Ťia-ťingovi zachránila život. Dne 27. listopadu 1542 se císaře pokusila ve spánku uškrtit hedvábnou šňůrou skupina jeho konkubín. Jedna však zpanikařila a zavolala eunuchy, kteří informovali císařovnu Fang. Panovník se probral až po osmi hodinách bezvědomí. Nemohl zatím mluvit, císařovna Fang proto svým jménem přikázala popravu všech žen zapletených do atentátu, včetně císařovy oblíbené konkubíny Cchao, obviněné jinou ženou, že musela o atentátu vědět. Císař své oblíbenkyně želel, pokládal ji za nevinnou, a vinil císařovnu Fang z její smrti.
Císařovna Fang zemřela roku 1547. Uhořela při požáru paláce, když panovník odmítl vydat příkaz k její záchraně. Uspořádal ji však honosný pohřeb, a osobně vybral příznivé posmrtné jméno.